# Caloptilia kurokoi
Caloptilia kurokoi är en fjärilsart som beskrevs av Tosio Kumata 1966. Caloptilia kurokoi ingår i släktet Caloptilia och familjen styltmalar. Inga underarter finns listade i Catalogue of Life.